# Giacomo Bertagnolli
Giacomo Bertagnolli (geb. 18. Januar 1999 in Cavalese) ist ein italienischer sehbehinderter Alpinskifahrer.

## Karriere
Seine Wettkampfkarriere im Para-Skisport begann 2013 bei den italienischen Meisterschaften. Sein erster Guide war Marcellino Degiampietro. Im Riesenslalom erreichten sie den dritten Platz. Auf Anregung seines Sportvereins wechselte er 2014 mit Achille Crispino seinen Begleitläufer. 2017 bis 2019 war Fabrizio Casal sein Guide.
Er gewann vier Medaillen (zweimal Gold, je einmal Silber und Bronze) bei den Winter-Paralympics 2018 in Pyeongchang. Bei den Winter-Paralympics 2022 in Peking, China erreichte er Gold in der Super-Kombination und im Slalom sowie Silber im Super-G und im Riesenslalom.
Bei den Alpinen Para-Skiweltmeisterschaften 2017 gewann er Gold in der Super-Kombination, Silber im Riesenslalom und Bronze im Super-G. Bei den Alpinen Para-Skiweltmeisterschaften 2019 gewann er Gold in der Abfahrt, im Super-G, im Slalom und in der Super-Kombination sowie Silber im Riesenslalom. Im Jahr 2022 gewann er  bei den Weltmeisterschaften 2021 in Lillehammer, Norwegen die Goldmedaille im Riesenslalom und Silber im Slalom und im Parallelslalom. 2023 Gold im Slalom, Silber in der Super-Kombination und Bronze im Super-G.